# Arinolus chiricahuanus
Arinolus chiricahuanus är en mångfotingart som beskrevs av Chamberlin 1947. Arinolus chiricahuanus ingår i släktet Arinolus och familjen Atopetholidae. Inga underarter finns listade i Catalogue of Life.